# كارو فيلوتشي 35
كارو فيلوتشي 35 (بالإيطالية: Carro Veloce 35)‏ أو سي في-35 (بالإيطالية: CV-35)‏ هي دبابة تانكت إيطالية. بدأ إنتاجها عام 1935 حتى عام 1935. واستخدمها الجيش الإيطالي خلال الحرب العالمية الثانية. لم يتجاوز وزن السي في-35 عن 3.2 طن فيما يبلغ طول بدنها نحو 3.17م وعرضها 1.4م بارتفاع لا يتجاوز 1.3م.

## الاسم
أطلق اسم كارو فيلوتشي 35 (بالإيطالية: Carro Veloce 35)‏ على المركبة ويختصر الاسم إلى سي في-35 (بالإيطالية: CV-35)‏ ويعني ذلك باللغة الإيطالية «العربة السريعة» فيما يرمز الرقم 35 إلى سنة التصنيع وهو عام 1935. وفي عام 1938 غُير الاسم ليصبح L3/35.

## الإنتاج والتطوير
صنعت السي في-35 من قبل شركة فيات الإيطالية وبدأ إنتاجها عام 1935 كتطوير للنموذج السابق كارو فيلوتشي 33، شملت التغييرات على النموذج الجديد تحسين الدرع وتسليح المركبة برشاشين عيار 8 ملم. استمرت بالإنتاج حتى 1938.

## التسليح والحماية
يتألف طاقم الكارو فيوتشي 33 من راكبين هما السائق والأمر وقد سلحت برشاشين من عيار 8 ملم وتترواح سماكة دروعها بين 6–14 ملم.

## الاداء
جهزت المركبة بمحرك فيات مبرد بالمياه يولد قوة 43 حصانا، وتصل سرعتها القصوى إلى 42 كيلومترا بالساعة بمدى يصل إلى 110 كم.